# Liste der Stolpersteine in Berlin-Hakenfelde
Die Liste der Stolpersteine in Berlin-Hakenfelde enthält die Stolpersteine im Berliner Ortsteil Hakenfelde im Bezirk Spandau, die an das Schicksal der Menschen erinnern, die im Nationalsozialismus ermordet, deportiert, vertrieben oder in den Suizid getrieben wurden. Die Tabelle ist teilweise sortierbar; die Grundsortierung erfolgt alphabetisch nach dem Familiennamen.
| Bild | Name         | Standort     | Verlegedatum  | Leben |  |
| ---- | ------------ | ------------ | ------------- | --- |  |
|      | Alfons Loewe | Fürstenweg 2 | 10. Feb. 2016 | geb. am 30. Dezember 1868 in Rogasen; gest. am 28. Dezember 1938 in Berlin (Suizid); Justizrat, von 1895 bis Oktober 1937 als Rechtsanwalt, später auch als Notar in Spandau niedergelassen, dann bis 1938 in Charlottenburg; 1933 Entzug des Notariats durch die Nationalsozialisten, Oktober 1938 Entzug der Zulassung als Rechtsanwalt durch den Reichsminister der Justiz. |  |